# Charleville Airport
Charleville Airport är en flygplats i Australien. Den ligger i kommunen Murweh och delstaten Queensland, omkring 680 kilometer väster om delstatshuvudstaden Brisbane.
Trakten runt Charleville Airport är nära nog obefolkad, med mindre än två invånare per kvadratkilometer.. Närmaste större samhälle är Charleville, nära Charleville Airport.
Omgivningarna runt Charleville Airport är i huvudsak ett öppet busklandskap.  Genomsnittlig årsnederbörd är 486 millimeter. Den regnigaste månaden är januari, med i genomsnitt 103 mm nederbörd, och den torraste är april, med 4 mm nederbörd.